# (400414) 2008 CH54
(400414) 2008 CH54 es un asteroide perteneciente al cinturón de asteroides, región del sistema solar que se encuentra entre las órbitas de Marte y Júpiter, descubierto el 16 de diciembre de 2007 por el equipo del Spacewatch desde el Observatorio Nacional de Kitt Peak, Arizona, Estados Unidos.

## Designación y nombre
Designado provisionalmente como 2008 CH54. 

## Características orbitales
2008 CH54 está situado a una distancia media del Sol de 2,744 ua, pudiendo alejarse hasta 3,163 ua y acercarse hasta 2,325 ua. Su excentricidad es 0,152 y la inclinación orbital 10,17 grados. Emplea 1660,65 días en completar una órbita alrededor del Sol.

## Características físicas
La magnitud absoluta de 2008 CH54 es 16,3. 